# Racing FC Union Luxemburg
Racing FC Union Luxemburg (Luxemburgs: RFCU Lëtzebuerg) is een Luxemburgse voetbalclub uit de hoofdstad Luxemburg. De club werd in 2005 gevormd door een fusie van drie clubs. De traditionele kleuren zijn lichtblauw en wit.

## Geschiedenis

### Spora
Spora Luxemburg werd in 1923 opgericht na een fusie tussen Racing en Sporting. Deze twee clubs behaalden samen drie titels. Spora behaalde ook nog eens twaalf landstitels. In de Europacup I 1956/57 wist men thuis Borussia Dortmund met 2-1 te verslaan. Uiteindelijk ging Borussia Dortmund verder. In de Jaarbeursstedenbeker 1964/65 won het uit bij FC Basel met 0-1, maar ook hier werd men over twee wedstrijden verslagen.

### Union
Union Luxemburg was ook opgericht na een fusie van US Hollerich en Jeunesse Sportive Verlorenkost. Hierbij behaalde US Hollerich vijf titels, dat gebeurde tussen 1912 en 1917. Na de fusie werd Union zelf zes keer landskampioen. Na de eeuwwisseling ging het bergafwaarts, in 2005 degradeerde men uit de Nationaldivisioun.

### Alliance '01
Op 14 maart 2001 kwam Alliance '01 Luxemburg tot stand na een fusie van Aris Bonnevoie en CS Hollerich. Aris werd drie keer kampioen. De fusieclub bestond slechts vier jaar voordat men de krachten bundelden.

### Racing FC Union Luxemburg
Spora en Union degradeerden in 2005 uit de Nationaldivisioun en besloten de krachten te bundelen samen met Alliance. De plaats van CS Alliance werd ingenomen in de Nationaldivisioun. In het eerste seizoen werd de club zevende op twaalf teams. In 2014 degradeerde de club na een veertiende en laatste plaats, maar kon direct terugkeren.
In 2018 won de club de Luxemburgse voetbalbeker. Sinds 2021 is Jeff Saibene, oud-interlandspeler en -bondscoach van het Luxemburgs voetbalelftal, de trainer van Racing FC Union Luxemburg.

## Eindklasseringen vanaf 2006
| 7 |

| 4 |

| 2 |

| 10 |

| 7 |

| 11 |

| 10 |

| 8 |

| 14 |

| 2 |

| 8 |

| 10 |

| 7 |

| 6 |

| 7 |

| 4 |

| 7 |

| 8 |

| 10 |

| 4 |

| Nationaldivisioun | Éirepromotioun |

## In Europa
#Q = #kwalificatieronde, T/U = Thuis/Uit, W = Wedstrijd, PUC = punten UEFA coëfficiënten .
Uitslagen vanuit gezichtspunt Racing FC Union Luxemburg
| Seizoen                                                    | Competitie        | Ronde | Land              | Club                  | Totaalscore | 1e W    | 2e W    | PUC |
| ---------------------------------------------------------- | ----------------- | ----- | ----------------- | --------------------- | ----------- | ------- | ------- | --- |
| 2008/09                                                    | UEFA Cup          | 1Q    | Vlag van Zweden   | Kalmar FF             | 1-10        | 0-3 (T) | 1-7 (U) | 0.0 |
| 2018/19                                                    | Europa League     | 1Q    | Vlag van Roemenië | FC Viitorul Constanța | 0-2         | 0-2 (T) | 0-0 (U) | 0.5 |
| 2021/22                                                    | Conference League | 1Q    | Vlag van IJsland  | Breiðablik Kópavogur  | 2-5         | 2-3 (T) | 0-2 (U) | 0.0 |
| 2022/23                                                    | Conference League | 2Q    | Vlag van Servië   | FK Čukarički          | 1-8         | 1-4 (T) | 0-4 (U) | 0.0 |
| 2025/26                                                    | Conference League | 1Q    | Vlag van Georgië  | Dila Gori             | 1-3         | 1-2 (T) | 0-1 (U) | 0.0 |
| Totaal aantal behaalde punten voor UEFA coëfficiënten: 0.5 |                   |       |                   |                       |             |         |         |     |

Zie ook
- Deelnemers UEFA-toernooien Luxemburg
- Ranglijst van alle clubs die in de diverse Europa Cups zijn uitgekomen